# Pont Rénald-Lachance
Le pont Rénald-Lachance est un pont routier situé au Bas-Saint-Laurent qui relie les deux rives de la rivière Madawaska dans la ville de Dégelis.

## Description
Le pont est emprunté par la route 295. Il comporte deux voies de circulation soit une voie dans chaque direction. Environ 3000 véhicules empruntent le pont quotidiennement.